# Pokémon Journeys: the Series
Pokémon: Jornadas - A Série (Brasil) ou Jornadas Pokémon: A Série (Portugal), conhecido nos Estados Unidos como Pokémon Journeys: the Series, conhecido no Japão como Pocket Monsters (ポケットモンスター, Poketto Monsutā; lit. "Monstros de Bolso"), é uma oitava série do anime Pokémon, que reúne as temporadas 23 a 25 deste anime, adaptado ao jogo eletrônico Pokémon Sword e Shield e transmitido no Japão pelo canal TV Tokyo entre 17 de novembro de 2019 e 24 de março de 2023. Nos Estados Unidos, estreou em 12 de junho de 2020, na Netflix. No Brasil, estreou em 5 de outubro de 2020 no canal Cartoon Network e em 1° de junho de 2021, na Netflix. Em Portugal, estreou em 16 de novembro de 2020, no canal Biggs. Esta série narra as aventuras de Ash através ao mundo Pokémon, acompanhado pelo Goh.

## Enredo
Ash vai para a cidade de Vermilion, em Kanto, onde realizará a inauguração do laboratório do professor Cerejeira. Após uma batalha de raide com Lugia, Ash conhece Goh e eles se tornam pesquisadores do laboratório, viajando por todas as regiões, desde Kanto até a nova região de Galar, onde Goh captura o seu primeiro Pokémon, Scorbunny. Sendo que Ash possui como objetivo ser um mestre Pokémon, e Goh capturar todos os Pokémon, a fim de chegar mais perto de Mew.

## Personagens
| Personagens                                         | Tipo                  |
| --------------------------------------------------- | --------------------- |
| Ash Ketchum                                         | Principal             |
| Pikachu                                             | Principal             |
| Goh                                                 | Principal             |
| Cloe (Brasil) ou Chloe (Portugal)                   | Principal             |
| Brock Harrison                                      | Principal             |
| Misty Williams                                      | Principal             |
| Dawn                                                |                       |
| Serena                                              |                       |
| Jessie                                              | Antagonista Principal |
| James                                               | Antagonista Principal |
| Meowth                                              | Antagonista Principal |
| Presidente Rossi (Brasil) ou Rose (Portugal)        | Antagonista Principal |
| Oleana                                              | Antagonista Principal |
| Delia Ketchum                                       | Secundário            |
| Prof. Carvalho (Brasil) ou Oak (Portugal)           | Secundário            |
| Gary Carvalho (Brasil) ou Oak (Portugal)            | Secundário            |
| Enfermeira Joy                                      | Secundário            |
| Policial (Brasil) ou Agente (Portugal) Jenny        | Secundário            |
| Prof. Cerejeira (Brasil) ou Cerise (Portugal)       | Secundário            |
| Cissa (Brasil) ou Chrysa (Portugal)                 | Secundário            |
| Renê (Brasil) ou Ren (Portugal)                     | Secundário            |
| Lupo (Brasil) ou Hop (Portugal)                     | Secundário            |
| Professora Magnólia (Brasil) ou Magnolia (Portugal) | Secundário            |
| Sônia (Brasil) ou Sonia (Portugal)                  | Secundário            |
| Leon                                                | Secundário            |
| Harley                                              | Secundário            |
| Roy (Brasil) ou Raihan (Portugal)                   | Secundário            |
| Bia (Brasil) ou Bea (Portugal)                      | Secundário            |
| Prof. Amaranto (Brasil) ou Amaranth (Portugal)      | Secundário            |
| Quillon                                             | Secundário            |
| Danika                                              | Secundário            |
| Horace                                              | Secundário            |

## Temporadas
Esta série é dividida por 3 temporadas
- 23ª temporada: Jornadas[9][10]: 48 episódios
- 24ª temporada: Jornadas de Mestre[11]: 42 episódios
- 25ª temporada: Jornadas Supremas[12]: 46 episódios e 16 episódios especiais

## Episódios

### 23ª Temporada (Pokémon: Jornadas)
| EP#  | EP#    | Título em Português Brasileiro Título em Português Europeu Título Original | Na transmissão | Na transmissão                                                        |
| #    | #      | Título em Português Brasileiro Título em Português Europeu Título Original | Japão          | Brasil Portugal                                                       |
| ---- | ------ | --- | -------------- | --------------------------------------------------------------------- |
| 1097 | PJ–001 | "A Chegada de Pikachu!" "Entra o Pikachu! Pikachu Is Born!" "Pikachū tanjō! (ピカチュウ誕生！)" | 17/11/2019     | 5/10/2020 Cartoon Network / 01/07/2021 Netflix 16/11/2020 Biggs       |
| 1098 | PJ–002 | "Lendário? Sim! Amigos? Sim! Lendário? Vamos! Amigos? Vamos! Satoshi, Go, and Lugia Go!" "Satoshi to Gō, rugia de gō! (サトシとゴウ、ルギアでゴー！)"                                                 | 24/11/2019     | 12/10/2020 Cartoon Network / 01/07/2021 Netflix 17/11/2020 Biggs      |
| 1099 | PJ–003 | "A Torre Misteriosa de Ivysaur! Fushigisou is a Fushigi?" "Fushigisō tte fushigida ne? (フシギソウってフシギだね？)"                                                                                  | 1/12/2019      | 19/10/2020 Cartoon Network / 01/07/2021 Netflix 18/11/2020 Biggs      |
| 1100 | PJ–004 | "Acertando as Contas! Acertar as Contas com Scorbunny Let's Go to the Galar Region! An Encounter with Hibanny!!" "Ikuze Gararu Chihō! Hibanī to no deai!! (行くぜガラル地方！ヒバニーとの出会い！！)" | 8/12/2019      | 26/10/2020 Cartoon Network / 01/07/2021 Netflix 19/11/2020 Biggs      |
| 1101 | PJ–005 | "Dinamax Surpreendente! Dinamax Alucinante!" "Kabigon kyodai ka!? daimakkusu no nazo!! (カビゴン巨大化！？ダイマックスの謎！！)"                                                                      | 15/12/2019     | 2/11/2020 Cartoon Network / 01/07/2021 Netflix 20/11/2020 Biggs       |
| 1102 | PJ–006 | "Não Desistirei de Mew! Todos os Pokémon até Chegar ao Mew!" "Pokemon tairyō getto daze! Myū e no michi!! (ポケモン大量ゲットだぜ！ミュウへの道！)"                                                   | 22/12/2019     | 9/11/2020 Cartoon Network / 01/07/2021 Netflix 23/11/2020 Biggs       |
| 1103 | PJ–007 | "A Copa da Flauta! Apresentamos a Taça Flauta!" "Gekitō no Hōen chihō! Chōsen batoru furontia!! (激闘のホウエン地方！挑戦バトルフロンティア！)"                                                       | 29/12/2019     | 16/11/2020 Cartoon Network / 01/07/2021 Netflix 24/11/2020 Biggs      |
| 1104 | PJ–008 | "A Corrida do Iceberg! A Corrida do Icebergue de Sinnoh!" "Makeruna Potchama! Shinō chihō ryū hyū shī su!! (負けるなポッチャマ！シンオウ地方の流氷レース！！)"                                        | 12/1/2020      | 23/11/2020 Cartoon Network / 01/07/2021 Netflix 25/11/2020 Biggs      |
| 1105 | PJ–009 | "Encontrando Uma Lenda! Encontrar Uma Lenda!" "Ano hi no chikai! Jōto chihō no Hōō densetsu!! (あの日の誓い！ジョウト地方のホウオウ伝説！！)"                                                         | 19/1/2020      | 30/11/2020 Cartoon Network / 01/07/2021 Netflix 26/11/2020 Biggs      |
| 1106 | PJ–010 | "Um Teste no Paraíso!" "Kairyū no rakuen, Hakuryū no shiren! (カイリューの楽園、ハクリューの試練！)"                                                                                                  | 26/1/2020      | 7/12/2020 Cartoon Network / 01/07/2021 Netflix 27/11/2020 Biggs       |
| 1107 | PJ–011 | "Melhor Amigo... Pior Pesadelo!" "Koharu to Wanpachi to, tokidoki, Gengā (コハルとワンパチと、時々、ゲンガー)"                                                                                        | 2/2/2020       | 14/12/2020 Cartoon Network / 01/07/2021 Netflix 30/11/2020 Biggs      |
| 1108 | PJ–012 | "Batalha de Titãs! Confronto dos Titãs!" "Daimakkusu batoru! Saikyō ōja Dande!! (ダイマックスバトル！最強王者ダンデ！！)"                                                                             | 9/2/2020       | 21/12/2020 Cartoon Network / 01/07/2021 Netflix 01/12/2020 Biggs      |
| 1109 | PJ–013 | "A Batalha Para Ser o Melhor! A Escalada Para Ser Mais Que Perfeito!" "Satoshi tai dande! Saikyō e no michi! ! (サトシ対ダンデ！最強への道！！)"                                                      | 16/2/2020      | 28/12/2020 Cartoon Network / 01/07/2021 Netflix 02/12/2020 Biggs      |
| 1110 | PJ–014 | "Batalha de Reide nas Ruínas! Combate Raide nas Ruínas!" "Hatsu isshu chihō! Iseki de reidobatoru! ! (初イッシュ地方！遺跡でレイドバトル！！)"                                                        | 23/2/2020      | 4/1/2021 Cartoon Network / 01/07/2021 Netflix 03/12/2020 Biggs        |
| 1111 | PJ–015 | "Procurando em Um Dia de Neve! Busca Num Dia de Neve!" "Yuki no hi, Karakara no hone wa doko? (雪の日、カラカラのホネはどこ？)"                                                                       | 1/3/2020       | 11/1/2021 Cartoon Network / 01/07/2021 Netflix 04/12/2020 Biggs       |
| 1112 | PJ–016 | "Uma Maldição Assustadora! Uma Maldição Arrepiante!" "Norowareta Satoshi...! (呪われたサトシ…！)" | 8/3/2020       | 18/1/2021 Cartoon Network / 01/07/2021 Netflix 07/12/2020 Biggs       |
| 1113 | PJ–017 | "Chutando Daqui Até Amanhã! Pontapé de Saída Para o Futuro!" "Hibanī, honō no kikku! Asunimukatte! ! (ヒバニーと進化形のともだち！？)"                                                                | 15/3/2020      | 25/1/2021 Cartoon Network / 01/07/2021 Netflix 08/12/2020 Biggs       |
| 1114 | PJ–018 | "Destino: Coroação!" "Satoshi sansen! Pokémon wārudo chanpionshippusu! ! (サトシ夢戦!ポケモンワールドチャンピオンシップス！)"                                                                         | 22/3/2020      | 1/2/2021 Cartoon Network / 01/07/2021 Netflix 09/12/2020 Biggs        |
| 1115 | PJ–019 | "Talento Para Imitação! Talento Para a Imitação!" "Watashi wa metamon! (ワタシはメタモン！)" | 29/3/2020      | 8/2/2021 Cartoon Network / 01/07/2021 Netflix 10/12/2020 Biggs        |
| 1116 | PJ–020 | "Sonhos São Feitos Disso! Os Sonhos São Feitos Disto!" "Yume e mukatte gō! Satoshi to Gō!! (夢へ向かってゴー！サトシとゴウ！)"                                                                        | 5/4/2020       | 15/2/2021 Cartoon Network / 01/07/2021 Netflix 11/12/2020 Biggs       |
| 1117 | PJ–021 | "Em Busca de um Mistério! A Cuidar de um Mistério!" "Todoke-ha shirube! Satoshi to fushigina tamago!! (とどけ波導！サトシと不思議なタマゴ！！)"                                                       | 12/4/2020      | 22/2/2021 Cartoon Network / 01/07/2021 Netflix 14/12/2020 Biggs       |
| 1118 | PJ–022 | "Adeus, Amigo!" "Sayōnara, Rabbifuto! (さようなら、ラビフト！)" | 19/4/2020      | 1/3/2021 Cartoon Network / 01/07/2021 Netflix 15/12/2020 Biggs        |
| 1119 | PJ–023 | "Pânico no Parque!" "Dai panikku! Sakuragipāku!! (大パニック！サクラギパーク！！)" | 7/6/2020       | 8/3/2021 Cartoon Network / 01/07/2021 Netflix 16/12/2020 Biggs        |
| 1120 | PJ–024 | "Relaxar e Repousar! Umas Férias Para a Team Rocket!" "Yasume! Roketto-dan!! (休め！ロケット団！！)"                                                                                                  | 14/6/2020      | 15/3/2021 Cartoon Network / 01/07/2021 Netflix 17/12/2020 Biggs       |
| 1121 | PJ–025 | "Uma Reunião no Festival! Um Reencontro no Festival!" "Inochi bakuhatsu batorufesu! VS megarukario!! (命爆発バトルフェス！VSメガルカリオ！！)"                                                        | 21/6/2020      | 22/3/2021 Cartoon Network / 01/07/2021 Netflix 01/06/2021 Panda Kids  |
| 1122 | PJ–026 | "Nade, Pule e Conquiste a Vitória! / Coroação de Slowking! Chapinhar e Saltar Alto Pela Coroa!" "Hanero! Koiking / Kabure! Yadokingu (はねろ！コイキング・かぶれ！ヤドキング)"                        | 26/6/2020      | 29/3/2021 Cartoon Network / 01/07/2021 Netflix 01/06/2021 Panda Kids  |
| 1123 | PJ–027 | "Resistindo! Sempre Mais Forte!" "Hideodensetsu! Dande saikyō batoru! ! (英雄伝説！ダンデ最強バトル！！)"                                                                                             | 5/7/2020       | 5/4/2021 Cartoon Network / 01/07/2021 Netflix 02/06/2021 Panda Kids   |
| 1124 | PJ–028 | "Sobble Chorão!" "Mesomeso messon (めそめそメッソン)" | 12/7/2020      | 12/4/2021 Cartoon Network / 01/07/2021 Netflix 02/06/2021 Panda Kids  |
| 1125 | PJ–029 | "Uma Visita Inesperada! Um Novo Elemento na Família!" "Pachipachi yaki mochi! Wanpachi no ki mochi (パチパチやきもち！ワンパチのきもち)"                                                              | 19/7/2020      | 19/4/2021 Cartoon Network / 01/07/2021 Netflix 03/06/2021 Panda Kids  |
| 1126 | PJ–030 | "Abandonado e Resgatado! Abandonado e Angustiado!" "Iyaiya Pikachū, Yareyare Bariyādo (いやいやピカチュウ)"                                                                                           | 26/7/2020      | 26/4/2021 Cartoon Network / 01/07/2021 Netflix 03/06/2021 Panda Kids  |
| 1127 | PJ–031 | "Excesso de Fofura! O Fator Fofura!" "Hinbasu no Kireina Uroko (ヒンバスのきれいなウロコ)" | 2/8/2020       | 1/6/2021 Cartoon Network / 01/07/2021 Netflix 04/06/2021 Panda Kids   |
| 1128 | PJ–032 | "Uma Viagem Pelo Tempo! Amizade Intemporal!" "Serebī ji o Koeta Yakusoku (セレビィ 時を超えた約束)"                                                                                                   | 9/8/2020       | 2/6/2021 Cartoon Network / 01/07/2021 Netflix 04/06/2021 Panda Kids   |
| 1129 | PJ–033 | "Trocar, Emprestar e Surrupiar! Trocar, Pedir Emprestado e Roubar!" "Pokémon kōkan shimasen ka? (ポケモン交換しませんか？)"                                                                           | 16/8/2020      | 3/6/2021 Cartoon Network / 01/07/2021 Netflix 07/06/2021 Panda Kids   |
| 1130 | PJ–034 | "Solitária e Ameaçadora!" "kokō no tōshi sai tō ! Otosupasu no kyōi! ! (孤高の闘士サイトウ！オトスパスの脅威！！)"                                                                                    | 23/8/2020      | 7/6/2021 Cartoon Network / 01/07/2021 Netflix 07/06/2021 Panda Kids   |
| 1131 | PJ–035 | "Temos Que Pegar o Quê? Eu Vou Apanhar Um Quê?!" "Pikachu gettoda ze!! (ピカチュウ, ゲットだぜ！！)"                                                                                                  | 30/8/2020      | 8/6/2021 Cartoon Network / 01/07/2021 Netflix 08/06/2021 Panda Kids   |
| 1132 | PJ–036 | "Batalhando na Areia! Fazer Combates na Areia!" "Satoshi to Gō, Sunaji goku kara hai agare (サトシとゴウ、砂地獄から這い上がれ！)"                                                                    | 6/9/2020       | 9/6/2021 Cartoon Network / 01/07/2021 Netflix 08/06/2021 Panda Kids   |
| 1133 | PJ–037 | "A Minha Antiga Turma! O Novo e Velho Grupo de Amigos!" "taidama! hajimemashite, arōra ! (ただいま！はじめましてアローラ！)"                                                                          | 13/9/2020      | 10/6/2021 Cartoon Network / 01/07/2021 Netflix 09/06/2021 Panda Kids  |
| 1134 | PJ–038 | "Restaurar e Renovar! Reconstituir e Renovar!" "Kiseki no Fukugen, Kaseki no Pokémon! (奇跡の復元、化石のポケモン!)"                                                                                  | 20/9/2020      | 14/6/2021 Cartoon Network / 01/07/2021 Netflix 09/06/2021 Panda Kids  |
| 1135 | PJ–039 | "Chave de Tentáculos no Ginásio! Octoimpasse no Ginásio!" "Satoshi tai Saitō! Kōryaku Tako ga tame!! (サトシ対サイトウ！攻略たこがため！！)"                                                          | 27/9/2020      | 15/6/2021 Cartoon Network / 01/07/2021 Netflix 10/06/2021 Panda Kids  |
| 1136 | PJ–040 | "Uma Batalha de Reide Eletrizante! Um Combate Raide Eletrizante!" "VS sandā! densetsu reidobatoru!! (VSサンダー! 伝説レイドバトル!!)"                                                                 | 9/10/2020      | 16/6/2021 Cartoon Network / 01/07/2021 Netflix 10/06/2021 Panda Kids  |
| 1137 | PJ–041 | "Traduzindo Pikachu!/Até o Pescoço! A Traduzir Pikachu..." "Pikachuuatereko dai sakusen / Hanbun hanbun numakurō (ピカチュウアテレコ大作戦・半分はんぶんヌマクロー)"                                  | 16/10/2020     | 17/6/2021 Cartoon Network / 01/07/2021 Netflix 11/06/2021 Panda Kids  |
| 1138 | PJ–042 | "Espada e Escudo, Arvoredo Adormecido! Espada e Escudo, Bosque Adormecido!" "Sōdo & Shīrudo Ⅰ "Madoromi no mori" (ソード＆シールドⅠまどろみの森)"                                                     | 23/10/2020     | 21/06/2021 Cartoon Network / 01/07/2021 Netflix 11/06/2021 Panda Kids |
| 1139 | PJ–043 | "Espada e Escudo: O Dia Mais Sombrio!" "Sōdo & Shīrudo Ⅱ "Burakku naito" (ソード＆シールドⅡブラックナイト)"                                                                                           | 30/10/2020     | 22/06/2021 Cartoon Network / 01/07/2021 Netflix 14/06/2021 Panda Kids |
| 1140 | PJ–044 | "Espada e Escudo: "Daqui Até Eternatus!" Espada e Escudo: Daqui Até Eternatus!" "Sōdo & Shīrudo Ⅲ "Mugendaina" (ソード&シールドⅢ 「ムゲンダイナ」)"                                                   | 6/11/2020      | 23/06/2021 Cartoon Network / 01/07/2021 Netflix 14/06/2021 Panda Kids |
| 1141 | PJ–045 | "Espada e Escudo... A Lenda Desperta! Espada e Escudo... As Lendas Despertam!" "Sōdo & Shīrudo Ⅳ "Saikyō no Ken to Tate" (ソード&シールドⅣ 「最強の剣と盾」)"                                         | 13/11/2020     | 24/06/2021 Cartoon Network / 01/07/2021 Netflix 15/06/2021 Panda Kids |
| 1142 | PJ–046 | "É Muito Mais do Que Você Esperava! Um Combate Que Não Esperavam!" "Batoru & Getto! Myuutsū no Fukkatsu (バトル&ゲット！ミュウツーの復活)"                                                            | 20/11/2020     | 28/06/2021 Cartoon Network / 01/07/2021 Netflix 15/06/2021 Panda Kids |
| 1143 | PJ–047 | "Coroando o Comilão! Coroar o Comilão!" "Pokemonchanpion! Ōkui-ō kettei-sen! ! (ポケモンチャンピオン！大食い王決定戦！！)"                                                                            | 27/11/2020     | 29/06/2021 Cartoon Network / 01/07/2021 Netflix 16/06/2021 Panda Kids |
| 1144 | PJ–048 | "São Iguais... Praticamente! Por Um Triz... Quase!" "Hobo Hobo Pikachū Kikiippatsu! (ほぼほぼピカチュウ危機一髪！)"                                                                                   | 4/12/2020      | 30/06/2021 Cartoon Network / 01/07/2021 Netflix 16/06/2021 Panda Kids |

### 24ª Temporada (Pokémon: Jornadas de Mestre)
| EP#  | EP#   | Título em Português Brasileiro Título em Português Europeu Título Original | Datas de transmissão | Datas de transmissão                     |
| #    | #     | Título em Português Brasileiro Título em Português Europeu Título Original | Japão                | Brasil Portugal                          |
| ---- | ----- | --- | -------------------- | ---------------------------------------- |
| 1145 | PJ–01 | "Treinar, ou Não Treinar! (Brasil) Treinar ou Não Treinar? (Portugal)" "Koharu to Fushigina Fushigina Ībui! (コハルと不思議な不思議なイーブイ！)"                                                                                | 11/12/2020           | Netflix 28/01/2022 Panda Kids 15/11/2021 |
| 1146 | PJ–02 | "Uma Pitada Disso, Uma Pitada Daquilo! (Brasil) Uma Pitada Disto, Uma Pitada Daquilo! (Portugal)" "Gararu no Kaseki! Gatchanko! ! (ガラルの化石！がっちゃんこ！！)"                                                              | 8/1/2021             | Netflix 28/01/2022 Panda Kids 16/11/2021 |
| 1147 | PJ–03 | "Desafios de Um Mestre em Formação! (Brasil / Portugal)" "Kamonegi Ōinaru Shiren! (カモネギ大いなる試練！)" | 15/1/2021            | Netflix 28/01/2022 Panda Kids 17/11/2021 |
| 1148 | PJ–04 | "Como Afastar Pokémon de Uma Fazenda? (Brasil) Como Mantê-los Fora da Quinta? (Portugal)" "Nōgyō Taiken! Diguda wa Dokoda! ? (農業体験！ディグダはどこだ！？)"                                                                   | 22/1/2021            | Netflix 28/01/2022 Panda Kids 18/11/2021 |
| 1149 | PJ–05 | "Curando o Curandeiro! (Brasil / Portugal)" "Densetsu Getto! ? Mizu no Shugoshin Suikun o Sagase! ! (伝説ゲット！？水の守護神スイクンを探せ！！)"                                                                                | 29/1/2021            | Netflix 28/01/2022 Panda Kids 19/11/2021 |
| 1150 | PJ–06 | "Luzes, Câmera, Reação! (Brasil) Luzes, Câmara, Reação (Portugal)" "Messon in Posshiburu! (メッソン・イン・ポッシブル！)" | 5/2/2021             | Netflix 28/01/2022 Panda Kids 22/11/2021 |
| 1151 | PJ–07 | "A Viagem Para o Bosque Glimwood! (Brasil) O Conto de Ti e de Glimwood Tangle! (Portugal)" "Kimi to Ruminasumeizu no Mori no Monogatari (君とルミナスメイズの森の物語)"                                                          | 12/2/2021            | Netflix 28/01/2022 Panda Kids 23/11/2021 |
| 1152 | PJ–08 | "A Busca dos Cavaleiros! (Brasil) Em Busca da Cavalaria! (Portugal)" "Shiten'nō Ganpi! Kishi-dō no Yakata! ! (四天王ガンピ！騎士道の館！！)"                                                                                     | 19/2/2021            | Netflix 28/01/2022 Panda Kids 24/11/2021 |
| 1153 | PJ–09 | "Lembranças de Uma Bondade Calorosa! (Brasil) Recordações de Uma Gentileza Calorosa! (Portugal)" "Koi wa Kodakku (恋はコダック)"                                                                                                 | 26/2/2021            | Netflix 28/01/2022 Panda Kids 07/12/2021 |
| 1154 | PJ–10 | "Rolando Sem Parar... / De Olho no Objetivo! (Brasil) A Rebolar com Gulpin... / Olhos Postos na Meta! (Portugal)" "Panikku! Gokurin-kyū! ! / Kamon Kamukame Kame Rēsu! (パニック！ゴクリン球！！・カモンカムカメカメレース！)"   | 5/3/2021             | Netflix 28/01/2022 Panda Kids 08/12/2021 |
| 1155 | PJ–11 | "Quando Uma Casa Não é Um Lar! (Brasil / Portugal)" "Maigo no Sarunori! Torēnā wa Dareda? (迷子のサルノリ！トレーナーは誰だ！？)"                                                                                                | 12/3/2021            | Netflix 28/01/2022 Panda Kids 04/12/2021 |
| 1156 | PJ–12 | "Além da Cavalaria... Almejando Ser o Mestre Alho-Poró! (Brasil) Mais Além da Cavalaria... Aspirar a Ser Mestre Alho-Francês! (Portugal)" "Mezase Negimasutā! Tsuranuke Kishi Michi! ! (めざせネギマスター！つらぬけ騎士道！！)" | 19/3/2021            | Netflix 28/01/2022 Panda Kids 04/12/2021 |
| 1157 | PJ–13 | "Resolvemos Tudo Sorrindo! (Brasil) Sempre ao Dispor Com Um Sorriso! (Portugal)" "Omakase! Purasuru Mainan Benri-ya-san! ! (おまかせ！プラスルマイナン便利屋さん！！)"                                                           | 9/4/2021             | Netflix 29/04/2022 Panda Kids 04/12/2021 |
| 1158 | PJ–14 | "Respeitando Espaços! (Brasil) Demasiado Próximos ou Nem Por Isso! (Portugal)" "Jimejime Jimereon (じめじめジメレオン)" | 16/4/2021            | Netflix 29/04/2022 Panda Kids 05/12/2021 |
| 1159 | PJ–15 | "Na Terra, no Mar e Para o Futuro! (Brasil) Em Terra, no Mar e Rumo ao Futuro! (Portugal)" "Chōsen! Pokemon Marin Asurechikku! ! (挑戦！ポケモンマリンアスレチック！！)"                                                         | 23/4/2021            | Netflix 29/04/2022 Panda Kids 05/12/2021 |
| 1160 | PJ–16 | "Absol Absolvido! (Brasil) Absol Absolvida! (Portugal)" "Kirawareta Abusoru (嫌われたアブソル)" | 30/4/2021            | Netflix 29/04/2022 Panda Kids 05/12/2021 |
| 1161 | PJ–17 | "Embate de Titãs! (Brasil / Portugal)" "Doragon Batoru! Satoshi VS Airisu! ! (ドラゴンバトル！サトシVSアイリス！！)" | 7/5/2021             | Netflix 29/04/2022 Panda Kids 10/01/2022 |
| 1162 | PJ–18 | "Uma Flor na Escuridão! (Brasil) À Procura da Flor Branca! (Portugal)" "Furabebe no Shiroi Hana (フラベベの白い花)" | 14/5/2021            | Netflix 29/04/2022 Panda Kids 11/01/2022 |
| 1163 | PJ–19 | "Detetives Pela Verdade! (Brasil) Em Busca da Verdade! (Portugal)" "Yōgisha Pikachū! ? (容疑者ピカチュウ！？)" | 21/5/2021            | Netflix 29/04/2022 Panda Kids 12/01/2022 |
| 1164 | PJ–20 | "Conselho Para o Goh! (Brasil) Um Conselho Para Goh! (Portugal)" "Gō ni Raibaru! ? Myū e no Michi! (ゴウにライバル！？ミュウへの道！)"                                                                                           | 28/5/2021            | Netflix 29/04/2022 Panda Kids 13/01/2022 |
| 1165 | PJ–21 | "Missão de Resistência! (Brasil) A Fazer Recados! (Portugal)" "Hajimete no Otsukai Mimamoritai! (はじめてのおつかい見守りたいっ！)"                                                                                              | 4/6/2021             | Netflix 29/04/2022 Panda Kids 14/01/2022 |
| 1166 | PJ–22 | "Por Favor, Peguem a Minha Ladra! (Brasil) Levem o Meu Ladrão, Por Favor! (Portugal)" "Onegai! Morupeko Getto Shite! ! (おねがい！モルペコゲットして！！)"                                                                       | 11/6/2021            | Netflix 29/04/2022 Panda Kids 17/01/2022 |
| 1167 | PJ–23 | "Saltando Para o Sonho! (Brasil) Um Salto Rumo ao Sonho! (Portugal)" "Rettsu Gō! Purojekuto Myū! ! (レッツゴー！プロジェクト・ミュウ！！)"                                                                                       | 18/6/2021            | Netflix 29/04/2022 Panda Kids 18/01/2022 |
| 1168 | PJ–24 | "Todos Trocados no Subsolo! (Brasil) Está Tudo Trocado no Subsolo! (Portugal)" "Chika Meikyū Shaffuru Panikku! ? (地下迷宮シャッフルパニック！？)"                                                                               | 25/6/2021            | Netflix 29/04/2022 Panda Kids 19/01/2022 |
| 1169 | PJ–25 | "Vivendo a Vida Como Capitão! (Brasil) Tudo a Postos, General! (Portugal)" "Pikachū Taichō! Susume Tairētsu! ! (ピカチュウ隊長！進めタイレーツ！！)"                                                                             | 16/7/2021            | Netflix 29/04/2022 Panda Kids 03/03/2022 |
| 1170 | PJ–26 | "Pesadelos ao Anoitecer! (Brasil) Ao Anoitecer... Pesadelos! (Portugal)" "Dākurai Manatsu no Yo no Yume (ダークライ真夏の夜の夢)"                                                                                                | 23/7/2021            | Netflix 29/04/2022 Panda Kids 04/03/2022 |
| 1171 | PJ–27 | "A Luz de Uma Noite de Verão! (Brasil) Luz de Uma Noite de Verão! (Portugal)" "Kureseria Manatsu no Yo no Hikari (クレセリア真夏の夜の光)"                                                                                       | 30/7/2021            | Netflix 29/04/2022 Panda Kids 23/03/2022 |
| 1172 | PJ–28 | "Dar Tudo, Sempre! (Portugal)" "Zenryoku! Arōra Mujintō Rēsu! ! (ゼンリョク！アローラ無人島レース！！)" | 13/8/2021            | Netflix 08/07/2022 Panda Kids 24/03/2022 |
| 1173 | PJ–29 | "Ultraempolgante Desde o Início Eletrizante! (Portugal)" "Chō Denji Haipā Kurasu Batoru! (超電磁ハイパークラスバトル！)" | 20/8/2021            | Netflix 08/07/2022 Panda Kids 25/03/2022 |
| 1174 | PJ–30 | "Detetive Drizzile! (Portugal)" "Nerawareta Sakuragi Kenkyūjo! (狙われたサクラギ研究所！)" | 27/8/2021            | Netflix 08/07/2022 Panda Kids 28/03/2022 |
| 1175 | PJ–31 | "Noite e Dia, Vocês São os Tais! (Portugal)" "Tsuki to Taiyō, Koharu to Haruhi (月と太陽、コハルとハルヒ)" | 3/9/2021             | Netflix 08/07/2022 Panda Kids 29/03/2022 |
| 1176 | PJ–32 | "O Desafio das Escamas Douradas! (Portugal)" "Toraiaru Misshon! Urugamosu Ōgon no Rinpun! ! (トライアルミッション！ウルガモス黄金の鱗粉！！)"                                                                                    | 10/9/2021            | Netflix 08/07/2022 Panda Kids 30/03/2022 |
| 1177 | PJ–33 | "A Loucura do Azul! (Portugal)" "Gekitotsu? Ao Pokemania! (激突！？青ポケマニア！)" | 17/9/2021            | Netflix 08/07/2022 Panda Kids 23/05/2022 |
| 1178 | PJ–34 | "O Doce Sabor de Um Combate! (Portugal)" "Mahoippu no Ama〜i Batoru! ? (マホイップの甘〜いバトル！？)" | 1/10/2021            | Netflix 08/07/2022 Panda Kids 24/05/2022 |
| 1179 | PJ–35 | "Uma Estrelinha no Céu! (Portugal)" "O Hoshi-sama ni Natta Pyi (お星さまになったピィ)" | 8/10/2021            | Netflix 08/07/2022 Panda Kids 25/05/2022 |
| 1180 | PJ–36 | "Uma Aventura de Megaproporções! (Portugal)" "Rukarionaito! Mega Tōdai Bōken! ! (ルカリオナイト！メガ島大冒険！！)" | 22/10/2021           | Netflix 08/07/2022 Panda Kids 26/05/2022 |
| 1181 | PJ–37 | "Terceiro Combate Com Bia! (Portugal)" "Raibaru Taiketsu! Satoshi VS Saitou! ! (ライバル対決！サトシVSサイトウ！！)" | 29/10/2021           | Netflix 08/07/2022 Panda Kids 27/05/2022 |
| 1182 | PJ–38 | "Um Combate de Mega Contra Max! (Portugal)" "Megashinka vs Kyodaimakkusu (メガシンカ対キョダイマックス)" | 5/11/2021            | Netflix 08/07/2022 Panda Kids 30/05/2022 |
| 1183 | PJ–39 | "Quebrar o Gelo! (Portugal)" "Kōri no Joō to Gureishia (氷の女王とグレイシア)" | 12/11/2021           | Netflix 08/07/2022 Panda Kids 31/05/2022 |
| 1184 | PJ–40 | "Uma Mão Lava a Outra! (Portugal)" "Toraiarumisshon! Shinkai Sensui Chōsa-dan! ! (トライアルミッション！深海潜水調査団！！)" | 19/11/2021           | Netflix 08/07/2022 Panda Kids 01/06/2022 |
| 1185 | PJ–41 | "Os Portais de Um Mundo Paralelo! (Portugal)" "Diaruga & Parukia! Jikū dai Ihen! ! (ディアルガ＆パルキア！時空大異変！！)" | 3/12/2021            | Netflix 08/07/2022 Panda Kids 02/06/2022 |
| 1186 | PJ–42 | "Confronto nos Portais de Um Mundo Paralelo! (Portugal)" "Diaruga & Parukia! Jikū Daisakusen! ! (ディアルガ＆パルキア！時空大決戦！！)"                                                                                          | 10/12/2021           | Netflix 08/07/2022 Panda Kids 03/06/2022 |

### 25ª Temporada (Pokémon: Jornadas Supremas)
| EP#  | EP#    | Título em Português Brasileiro Título em Português Europeu Título Original | Datas de transmissão | Datas de transmissão                               |
| #    | #      | Título em Português Brasileiro Título em Português Europeu Título Original | Japão                | Brasil Portugal                                    |
| ---- | ------ | --- | -------------------- | -------------------------------------------------- |
| 1187 | PJ–01  | "O Expresso Espectral!" "Gōsuto Ressha, Shuppatsuda yo··· (ゴースト列車、出発だよ···)" | 17/12/2021           | 6/01/2023 Netflix 14/11/2022 Panda Kids            |
| 1188 | PJ–02  | "O Caminho Tortuoso Para a Grandeza! O Caminho Sinuoso Para a Grandeza!" "Gengā Ganbaru! Kyodaimakkusu e no Michi! ! (ゲンガー頑張る！キョダイマックスへの道！！)"                           | 24/12/2021           | 6/01/2023 Netflix 15/11/2022 Panda Kids            |
| 1189 | PJ–03  | "O Nome Diz Tudo!" "Kiminonaha Furansowāzu (君の名はフランソワーズ)" | 14/1/2022            | 6/01/2023 Netflix 16/11/2022 Panda Kids            |
| 1190 | PJ–04  | "Se Roendo de Ciúme! Amores e Desamores!" "Herakurosurosu, Koisuru Kairosu (ヘラクロスロス、恋するカイロス)"                                                                                 | 21/1/2022            | 6/01/2023 Netflix 17/11/2022 Panda Kids            |
| 1190 | PJ–S01 | "As Crônicas de Arceus (Parte 1) As Crónicas de Arceus (Parte 1)" "Satoshi to gō! Shin'oufesu ni gō! !" (サトシとゴウ！シンオウフェスにゴー！！)"                                            | 21/1/2022            | 23/07/2022 Netflix                                 |
| 1190 | PJ–S02 | "As Crônicas de Arceus (Parte 2) As Crónicas de Arceus (Parte 2)" "Hīdoran bakushin! !" (ヒードラン爆進！！)"                                                                                | 21/1/2022            | 23/07/2022 Netflix                                 |
| 1190 | PJ–S03 | "As Crônicas de Arceus (Parte 3) As Crónicas de Arceus (Parte 3)" "Tengansan no dai nessen! !" (テンガン山の大熱戦！！)"                                                                     | 28/1/2022            | 23/07/2022 Netflix                                 |
| 1190 | PJ–S04 | "As Crônicas de Arceus (Parte 4) As Crónicas de Arceus (Parte 4)" "Kiseki no kagayaki! Shin'ō densetsu!" (奇跡の輝き！シンオウ伝説！)"                                                       | 28/1/2022            | 23/07/2022 Netflix                                 |
| 1191 | PJ–05  | "O Bem, o Mal e a Sorte! O Bom, o Mau e o Sortudo!" "Saraba! Sasurai no Roketto-dan! (サラバ！さすらいのロケット団！)"                                                                       | 28/1/2022            | 6/01/2023 Netflix 18/11/2022 Panda Kids            |
| 1192 | PJ–06  | "Uma Luz que Nos Guia! Iluminando o Caminho Para Casa!" "Uchū ni Todoke! Denryū no Hikari! ! (宇宙にとどけ！デンリュウの光！！)"                                                             | 4/2/2022             | 6/01/2023 Netflix 21/11/2022 Panda Kids            |
| 1193 | PJ–07  | "O Sabor de Uma Evolução!" "Yadokingu! Karē Naru Sōgū! ! (ヤドキング！カレーなる遭遇！！)"                                                                                                   | 11/2/2022            | 6/01/2023 Netflix 22/11/2022 Panda Kids            |
| 1194 | PJ–08  | "Treinando com Elementos Desconhecidos! Fora dos Seus Elementos!" "Pokemonsākasu! Būsutā to Sandāsu (ポケモンサーカス！ ブースターとサンダース)"                                             | 18/2/2022            | 6/01/2023 Netflix 23/11/2022 Panda Kids            |
| 1195 | PJ–09  | "Batalhando Além Dos Limites! Combater Acima do Nível Máximo!" "Supaikutaun no Marī! (スパイクタウンのマリィ！)"                                                                             | 25/2/2022            | 6/01/2023 Netflix 5/12/2022 Panda Kids             |
| 1196 | PJ–10  | " Encontro Com o Monarca!" "Mitchaku! Dande no Supesharutorēningu! ! (密着！ダンデのスペシャルトレーニング！！)"                                                                             | 4/3/2022             | 6/01/2023 Netflix 6/12/2022 Panda Kids             |
| 1197 | PJ–11  | "Incrível Até Com um Bastão! Um Prodígio de Uma Baqueta!" "Sutikku Ippon, Bachinkī! (スティック一本、バチンキー！)"                                                                          | 11/3/2022            | 6/01/2023 Netflix 7/12/2022 Panda Kids             |
| 1198 | PJ–12  | "Uma Batalha de Reide Congelante! Um Combate Raide Gélido!" "Toraiaru Misshon - Hyōketsu no Reido Batoru! ! (トライアルミッション 氷結のレイドバトル！！)"                                   | 18/3/2022            | 6/01/2023 Netflix 8/12/2022 Panda Kids             |
| 1199 | PJ–13  | "O Futuro é Agora, Graças à Estratégia!" "Satoshi to Shitoron! Yūjō Dai Tokkun! ! (サトシとシトロン！友情大特訓！！)"                                                                        | 1/4/2022             | 24/02/2023 Netflix 9/12/2022 Panda Kids            |
| 1200 | PJ–14  | "Dois é Melhor do que Um!" "Haipā Kurasu! VS Shiten'nō Dorasena! ! (ハイパークラス！VS四天王ドラセナ！！)"                                                                                   | 1/4/2022             | 24/02/2023 Netflix 12/12/2022 Panda Kids           |
| 1201 | PJ–15  | "Reunidos Pela Primeira Vez! O Primeiro Reencontro!" "Ībui to Ninfia! Deai to Saikai! (イーブイとニンフィア! 出会いと再会！)"                                                                | 8/4/2022             | 24/02/2023 Netflix 13/12/2022 Panda Kids           |
| 1202 | PJ–16  | "Entrando No Ar! Estrelas Travessas No Embalo da Rádio! Estrelas Travessas no Embalo da Rádio!" "Shin Bangumi! Roketto-dan Naisho Ōkoku Rajio! ! (新番組！ロケット団ないしょ王国ラジオ！！)" | 15/4/2022            | 24/02/2023 Netflix 14/12/2022 Panda Kids           |
| 1203 | PJ–17  | "Irmãozão Ao Resgate! Irmão Mais Velho ao Resgate!" "Tasukete, Wanpachi no Aniki! (助けて、ワンパチのアニキ！)"                                                                              | 22/4/2022            | 24/02/2023 Netflix 28/01/2023 Panda Kids           |
| 1204 | PJ–18  | "A Aura do Destino! Apanhar a Aura do Destino!" "Rukario to Gekkōga! Unmei no Hadō! ! (ルカリオとゲッコウガ！運命の波導！！)"                                                                | 29/4/2022            | 24/02/2023 Netflix 28/01/2023 Panda Kids           |
| 1205 | PJ–19  | "De Olho No Oitavo! De Olho nos Oito!" "VS Kibana! Masutāzueito o Kaketa Tatakai! ! (VSキバナ！マスターズエイトをかけた戦い！！)"                                                            | 6/5/2022             | 24/02/2023 Netflix 29/01/2023 Panda Kids           |
| 1206 | PJ–20  | "Avançando Como Rastreador! A Caminho de Se Tornar Coletor!" "Uragiri no Batturu Royaru! (裏切りのバトルロイヤル！)"                                                                         | 13/5/2022            | 24/02/2023 Netflix 29/01/2023 Panda Kids           |
| 1207 | PJ–21  | "O Reencontro Triunfal! Reencontro Familiar na Tundra!" "Rīrie to Mōn, Setsugen no Saikai! (リーリエとモーン、雪原の再会!)"                                                                  | 20/5/2022            | 24/02/2023 Netflix 4/02/2023 Panda Kids            |
| 1208 | PJ–22  | "Ajudando o Herói da Vizinhança! Apoiar o Herói da Casa!" "Shōri no Kikan! Arōrachanpion! ! (勝利の帰還!アローラチャンピオン! !)"                                                            | 27/5/2022            | 24/02/2023 Netflix 4/02/2023 Panda Kids            |
| 1209 | PJ–23  | "Perseguindo Um Sonho! A Missão Final!" "Rasuto Misshon! Rejiereki Rejidorago o Getto Seyo! ! (ラストミッション! レジエレキ・レジドラゴをゲットせよ! !)"                                     | 3/6/2022             | 24/02/2023 Netflix Panda Kids 5/02/2023 Panda Kids |
| 1210 | PJ–24  | "Amigos e Rivais, Me Emprestem Sua Determinação! Amigos e Rivais, Emprestem-me a Vossa Garra!" "Honou no Tokkun Batoru! Satoshi tai Shinji! ! (炎の特訓バトル！サトシ対シンジ！！)"          | 10/6/2022            | 24/02/2023 Netflix 5/02/2023 Panda Kids            |
| 1211 | PJ–25  | "Abriram as Cortinas! Comecem as Batalhas! Abrem-se as Cortinas! Começam os Combates!" "Kaimaku! Masutaazu Toonamento! ! (開幕！マスターズトーナメント！！)"                                 | 17/6/2022            | 24/02/2023 Netflix 27/05/2023 Panda Kids           |
| 1212 | PJ–26  | "Orgulho de Campeões! Orgulho de Um Campeão!" "Champion no Hokori! Wataru VS Carnet! ! (チャンピオンの誇り！ワタルVSカルネ！！)"                                                             | 8/7/2022             | 24/02/2023 Netflix 27/05/2023 Panda Kids           |
| 1213 | PJ–27  | "O Caminho Incansável à Maestria! O Trajeto de Fogo de Um Mestre!" "VS Shirona! Iris Dragon Master e no Michi (VSシロナ！アイリスドラゴンマスターへの道！！)"                                | 15/7/2022            | 24/02/2023 Netflix 28/05/2023 Panda Kids           |
| 1214 | PJ–28  | "Uma Batalha Dura Como Aço Um Combate Duro Como Uma Pedra!" "Satoshi Shutsujin! VS Daigo! ! (サトシ出陣！VSダイゴ！！)"                                                                      | 22/7/2022            | 23/06/2023 Netflix 28/05/2023 Panda Kids           |
| 1215 | PJ–29  | "Koharu e Eievui - O Milagre da Evolução" "Koharu and Eevee - Shinka no Kiseki (コハルとイーブイ しんかのきせき)"                                                                            | 29/7/2022            | ASA                                                |
| 1216 | PJ–30  | "Possibilidades Infinitas!" "Koharu to Eievui, Kanousei wa Mugendai! (コハルとイーブイ、可能性は無限大！)"                                                                                   | 5/8/2022             | 23/06/2023 Netflix 3/06/2023 Panda Kids            |
| 1217 | PJ–31  | "Clímax Começa! Experiência do Torneio Mestre de Satoshi! !" "Saikouchou Shidou! Satoshi no Master Tournament! ! (最高潮始動！サトシのマスターズトーナメント！！)"                           | 12/8/2022            | ASA                                                |
| 1218 | PJ–32  | "É… Hora do Campeão!' É... Um Momento à Campeão!" "Semifainaru I: "Asshō" (セミファイナルI「圧勝」)"                                                                                         | 26/8/2022            | 23/06/2023 Netflix 3/06/2023 Panda Kids            |
| 1219 | PJ–33  | "Encantar, Batalhar e Desnortear! Cativar, Combater e Confundir!" "Semifainaru II: "Genwaku" (セミファイナルII「幻惑」)"                                                                     | 2/9/2022             | 23/06/2023 Netflix 4/06/2023 Panda Kids            |
| 1220 | PJ–34  | "Valor: Uma Parte Estratégica da Batalha! Valentia: Uma Parte Estratégica do Combate!" "Semifainaru III: "Buyū" (セミファイナルIII「武勇」)"                                                 | 9/9/2022             | 23/06/2023 Netflix 4/06/2023 Panda Kids            |
| 1221 | PJ–35  | "Afunilando a Competição!" Trabalhando e Eliminando a Concorrência!" "Semifainaru IV: "Shōgeki" (セミファイナルIV「衝撃」)"                                                                  | 16/9/2022            | 23/06/2023 Netflix 11/07/2023 Panda Kids           |
| 1222 | PJ–36  | "GO PARA SONHO! Go, Estrada para Mew! !" "GO FOR DREAM! Gō, Yume e no Michi! ! (GO FOR DREAM！ゴウ、夢への道！！)"                                                                           | 23/9/2022            | ASA                                                |
| 1223 | PJ–37  | "A Apenas um Passo! Já Falta Tão Pouco!" "Gō to Aceburn! Hajimari no Basho! ! (ゴウとエースバーン！はじまりの場所！！)"                                                                      | 30/9/2022            | 23/06/2023 Netflix 11/07/2023 Panda Kids           |
| 1224 | PJ–38  | "Clímax! Na Véspera da Batalha Decisiva Ash VS Dande! !" "Saikōchō! Kessen Zen'ya Satoshi VS Dande! ! (最高潮！決戦前夜サトシVSダンデ！！)"                                                  | 14/10/2022           | ASA                                                |
| 1225 | PJ–39  | "Uma Enxurrada de Proporções Torrenciais!" "Fainaru I: “Gekiryū” (ファイナルI「激流」)" | 21/10/2022           | 23/06/2023 Netflix 12/07/2023 Panda Kids           |
| 1226 | PJ–40  | "Brincando Com Suas Emoções! Brincar Com Emoções e Movimentos!" ""Fainaru II: “Honrō” (ファイナルII「翻弄」)"                                                                                | 28/10/2022           | 23/06/2023 Netflix 12/07/2023 Panda Kids           |
| 1227 | PJ–41  | "Cortando o ritmo! Cortar o Ritmo!" "Fainaru III: “Saikyō” (ファイナルIII「最強」)" | 4/11/2022            | 23/06/2023 Netflix 12/07/2023 Panda Kids           |
| 1228 | PJ–42  | "Parceiros Para Sempre!" "Fainaru IV: "Aibō" (ファイナルIV「相棒」)" | 11/11/2022           | 23/06/2023 Netflix 13/07/2023 Panda Kids           |
| 1229 | PJ–43  | "Uma Vista Maravilhosa! Uma Vista Mew-ravilhosa!" "Project Mew (プロジェクト・ミュウ)" | 25/11/2022           | 23/06/2023 Netflix 13/07/2023 Panda Kids           |
| 1230 | PJ–44  | "E o Futuro Está nas Nossas Mãos! Nas Palmas das Nossas Mãos!" "Tsukamitoru Mirai! (つかみとる未来！)"                                                                                       | 2/12/2022            | 23/06/2023 Netflix 13/07/2023 Panda Kids           |
| 1231 | PJ–45  | "Heróis Unidos! Heróis Juntos de Novo!" "Pokemon! Kimi ni Aete Yokatta! (ポケモン！きみにあえてよかった！)"                                                                                  | 9/12/2022            | 23/06/2023 Netflix 14/07/2023 Panda Kids           |
| 1231 | PJ–46  | "Esse Pode Ser o Começo de uma Coisa Maior! Este Pode Ser o Início de Algo em Grande!" "Satoshi to Gō! Arata Naru o Tabidachi!! (サトシとゴウ！ 新たなるを旅立ち！！)"                       | 16/12/2022           | 23/06/2023 Netflix 14/07/2023 Panda Kids           |
| 1231 | PJ–S05 | "Céu Azul Distante O Distante Céu Azul!" "Poketto Monsutā: Haruka Naru Aoi Sora (ポケットモンスター 遥かなる青い空)"                                                                         | 23/12/2022           | 8/09/2023 Netflix 18/10/2023 Panda Kids            |
| 1231 | PJ–S06 | "Por Lugares Já Conhecidos! Por Caminhos Já Conhecidos!" "Hajimari no Kaze! Owari no Nai Michi!! (はじまりのかぜ！むげんのみち！！)"                                                         | 13/01/2023           | 8/09/2023 Netflix 3/10/2023 Panda Kids             |
| 1231 | PJ–S07 | "Um Confronto Predestinado!" "Satoshi VS Kasumi! Umibe no Ikki-uchi!! (サトシVSカスミ！うみべのいっきうち！！)"                                                                              | 20/01/2023           | 8/09/2023 Netflix 4/10/2023 Panda Kids             |
| 1231 | PJ–S08 | "Os Heróis e a Bruxa da Floresta!" "Takeshi to Dento to Mori no Majo! (タケシとデントともりのまじょ！)"                                                                                      | 27/01/2023           | 8/09/2023 Netflix 5/10/2023 Panda Kids             |
| 1231 | PJ–S09 | "O Suspiro de Beartic!" "Tunbear no Tameiki! (ツンベアーのためいき！)" | 3/02/2023            | 8/09/2023 Netflix 6/10/2023 Panda Kids             |
| 1231 | PJ–S10 | "Um Esquadrão Apaixonante! Um Esquadrão de Grande Valor!" "Moeyo! Zenigame Shōbōdan!! (タケシとデントともりのまじょ！)"                                                                      | 10/02/2023           | 8/09/2023 Netflix 9/10/2023 Panda Kids             |
| 1232 | PJ–S11 | "A Mesma Lua Agora e Sempre! A Mesma Lua, Agora e Sempre!" "Soshite, Onaji Tsuki o Mite Iru! (そして、おなじ月をみている！)"                                                                 | 17/02/2023           | 8/09/2023 Netflix 10/10/2023 Panda Kids            |
| 1233 | PJ–S12 | " Vamos, Lapras, Vamos! Nada, Lapras, Nada!" "Rapurasu ni Notte♪ (ラプラスにのって♪)" | 24/02/2023           | 8/09/2023 Netflix 11/10/2023 Panda Kids            |
| 1234 | PJ–S13 | "Buscando o Coração das Coisas! Chegar ao Coração das Coisas!" "Jupetta no Sagashi Mono! (ジュペッタのさがしもの！)"                                                                         | 3/03/2023            | 8/09/2023 Netflix 12/10/2023 Panda Kids            |
| 1235 | PJ–S14 | "Vingadores Rocket!" "Gyakushū no Roketto-dan! (♪逆襲のロケット団！)" | 10/03/2023           | 8/09/2023 Netflix 13/10/2023 Panda Kids            |
| 1236 | PJ–S15 | "Ash e Latios!" "Satoshi to Ratiosu! (サトシとラティオス！)" | 17/03/2023           | 8/09/2023 Netflix 16/10/2023 Panda Kids            |
| 1237 | PJ–S16 | "O Arco-Íris e o Mestre Pokémon!" "Niji to Pokemon Masutā! (虹とポケモンマスター！)" | 24/03/2023           | 8/09/2023 Netflix 17/10/2023 Panda Kids            |

## Músicas
Aberturas
- １・２・３ (ワン・ツー・スリー, Wan, Tsū, Surī) por Soraru e Mafumafu de After the Rain (episódios 1-31), Nishikawa-kun e Kirishō de Golden Bomber (episódios 32-49), e Erika Ikuta e Sayuri de Karaage Sisters (episódios 50-136)

Encerramentos
- Pokémon Shiritori (ポケモンしりとり, Pokémon Shiritori) por Junichi Masuda, Pasocom Music Club e Pokémon Kids 2019 de Pokémon Music Club
  - The Pikachu → Mew Ver. (ピカチュウ→ミュウVer., Pikachū → Myū Ver.) (episódios 2-19, 40, 42, 44, 46, 48, 50, 52, 54, 56, 58, 60, 62, 64, 66, 68 e 70)
  - The Mew → Zamazenta Ver. (ミュウ→ザマゼンタVer., Myū → Zamazenta Ver.) (episódios 20-39, 41, 43, 45, 47, 51, 53, 55, 57, 59, 61, 53, 65, 67 e 69)
- Strange and Wonderful Creatures (ふしぎなふしぎな生きもの, Fushigina Fushigina Ikimono) por Tortoise Matsumoto (Ulfuls) (episódios 48-54)
- Supereffective Type (バツグンタイプ, Batsugun Taipu) por Junichi Masuda, Pasocom Music Club e Pokémon Kids 2019 de Pokémon Music Club (episódio 71-136)

## Filmes
| # | Título no Japão Título nos Estados Unidos Título no Brasil                             |
| - | -------------------------------------------------------------------------------------- |
| 1 | ココ Koko Pokémon the Movie: Secrets of the Jungle Pokémon, o Filme: Segredos da Selva |